# Blue Anchor (stacja kolejowa)
 Blue Anchor – stacja kolejowa w miejscowości Blue Anchor w hrabstwie Somerset w Wielkiej Brytanii. Obecnie stacja przelotowa zabytkowej kolei West Somerset Railway. Stacja znajduje się przy brzegu Kanału Bristolskiego.